# Дубровское сельское поселение (Оханский район)
Дубровское се́льское поселе́ние — муниципальное образование в Оханском районе Пермского края Российской Федерации до объединения всех сельских поселений и города Оханск в Оханский городской округ. С момента объединения Дубровское сельское поселение не является муниципальным образованием.
Центр поселения — село Дуброво.

## История
Статус и границы сельского поселения установлены Законом Пермской области от 1 декабря 2004 года № 1878-407 «Об утверждении границ и о наделении статусом муниципальных образований Оханского района Пермской области» .
В соответствии с Законом Пермского края от 23 апреля 2018 года № 224-ПК "О преобразовании Оханского городского поселения в Оханский городской округ" и Законом Пермского края от 28 мая 2018 года № 235-ПК "О преобразовании поселений, входящих в состав Оханского муниципального района, путем объединения с Оханским городским округом и о внесении изменений в Закон Пермского края "О преобразовании Оханского городского поселения в Оханский городской округ" Дубровское сельское поселение утратило статус муниципального образования.

## Население
| 2010  | 2012  | 2013  | 2014  | 2015  | 2016  | 2017  |
| ----- | ----- | ----- | ----- | ----- | ----- | ----- |
| 2040  | ↗2142 | ↘2080 | ↘2071 | ↘2070 | ↘2051 | ↘2037 |
| 2018  |       |       |       |       |       |       |
| ↘2023 |       |       |       |       |       |       |

## Состав сельского поселения
| № | Населённый пункт | Тип населённого пункта | Население |
| - | ---------------- | ---------------------- | --------- |
| 1 | Галешник         | деревня                | 97        |
| 2 | Дуброво          | село, центр поселения  | ↘1043     |
| 3 | Лариха           | деревня                | 30        |
| 4 | Мыльники         | деревня                | 63        |
| 5 | Осиновка         | деревня                | 297       |
| 6 | Пономари         | село                   | 423       |
| 7 | Посад            | деревня                | 55        |

Лит.:Шумилов Евгений Н. Материалы к «Оханской энциклопедии». Пермь, 2016 (303 статьи).